# Maslama ibn Abd al-Malik
Maslama ibn Abd al-Malik (arabsko مسلمة بن عبد الملك‎‎, v grških virih  Μασαλμᾶς [Masalmas]) je bil umajadski princ in eden od najslavnejših arabskih generalov  v prvih desetletjih 8. stoletja. Vodil je več pohodov proti Bizantinskemu cesarstvu in Hazarskemu kaganatu. Veliko slavo je dosegel predvsem zaradi vodenja drugega (in zadnjega) arabskega obleganja Konstantinopla in utrjevanja arabske prisotnosti na Kavkazu, kjer je postal ustanovitelj islamskega Derbenta, * 685, Damask, † 24. december 738.

## Mladost in vojaška kariera
Maslama je bil sin umajadskega kalifa Abd al-Malika ibn Marvana (vladal 705-715) in polbrat kalifov al-Valida I. (vladal 705–715), Sulejmana ibn Abd al-Malika   (vladal  715–717), Jazida II. (vladal  720–724) in Hišama ibn Abd al-Valida  (vladal 724–743). On sam je bil kot sin sužnje izključen iz nasledstvene linije.
Prvič je omenjen leta 705, ko je skupaj s svojim nečakom al-Abasom ibn al-Validom vodil redni poletni pohod (ṣawā'if) proti Bizantinskemu cesarstvu. Njegov prvi veliki pohod je bil leta 707-708 proti bizantinskemu mestu Tjana v jugovzhodni Mali Aziji, ki je bil maščevanje za poraz in smrt slavnega generala Majmuna Mardaita leto pred tem. Obleganje Tjane je trajalo celo zimo in je bilo za Arabce zelo trdo, po porazu bizantinske reševalne vojske spomladi 708 pa se je mesto vdalo. Nekaj mesecev kasneje je Maslama vodil pohod v Malo Azijo in porazil bizantinsko vojsko pri Amoriju, leta 709 pa pohod v Izavrijo.
Tega leta je bil imenovan za vojaškega guvernerja Armenije in Azerbajdžana, kjer je nasledil svojega strica Mohameda ibn Marvana. Položaj  guvernerja okrožja  Kinasrin v severni Siriji je imel že pred tem. Njegovo guvernatura v severni Siriji in drugi položaji so v arabskih kronikah slabo dokumentirani.  Zgodovinar Jere L. Bacharach kljub temu trdi, da je bil verjetno pokrovitelj umajadske mošeje v Alepu in morda zadolžen za nekaj gradbenih del v Kinasrinu. Upravljanje teh provinc mu je dalo popolno oblast na celi severozahodni meji kalifata. S tega položaja je organiziral več pohodov proti Bizantincem in leta 712 opustošil Galatijo in oplenil Amasjo in leta 714 zavzel Meliteno. Bil je prvi arabski general, ki je prodrl na ozemlje severno od Kavkaza in prišel v neposreden konflikt s Hazari. Leta 710 in ponovno leta 714 je s svojo vojsko prodrl do Bab al-Abvab (Vrata vrat, arabsko ime Derbenta) in ga na drugem pohodu zavzel in uničil.

## Obleganje Konstantinopla (717-718)
Leta  715 je Maslama postal glavni general v načrtih njegovega polbrata, kalifa Sulejmana, za osvojitev bizantinske prestolnice Konstantinopel, ker zaradi slabega zdravja ni mogel sam voditi  obleganje mesta. Maslama je v napad povedel ogromno armado, ki je po tedanjih poročilih štela 120.000 mož in 1.800 ladij. Konec leta 715 je arabska predhodnica prečila gorovje Taurus in vdrla na bizantinsko ozemlje. Spomladi 716 sta ji je sledila glavnina arabske vojske in ladjevje. Arabcem v prid so bili stalni notranji spori, ki so se v Bizantinskem cesarstvu ponavljali od leta 695.  Cesarja Anastazija II. je leta 715 strmoglavil Teodozij III., čemur je nasprotoval strateg Anatolske teme Leon Izavrijec. Maslama je nameraval izkoristiti te razprtije in se začel pogajati Leonom, slednji pa je izkoristil pogajanja, da bi prelisičil arabskega generala in zavzel strateško pomembno mesto Amorij, v katerem je Maslama nameraval prezimiti. Maslamova vojska je morala zato nadaljevati pohod proti zahodu do obale Tracezijske teme, kjer je prezimila, Leon pa se je odpravil v Konstantinopel, kamor je prišel marca 717.
Zgodaj spomladi  717 je Maslamova vojska prišla iz Azije čez Dardanele v Evropo in začela s kopnega in morja oblegati Konstantinopel. Njegovo ladjevje so Bizantinci hitro uničili z grškim ognjem, vojska pa ni mogla prebiti mestnega obzidja. Obleganje se je zavleklo v zimo, ki je bila tisto leto še posebej ostra. Sneg je obležal cele tri mesece. Maslamove obilne zaloge so se hitro  porabile ali bile uničene. Arabski viri poročajo, da je Leon že med pogajanji  zasegel ali uničil velik del arabskih zalog. Arabska vojska je začela trpeti zaradi lakote in bolezni. Spomladi sta iz Egipta in Ifrikije pripluli dve veliki ladjevji z okrepitvami, vendar so bili v njihovih posadkah večinoma krščanski naborniki, ki so prešli na bizantinsko stran. Leon je uspel večino arabskega ladjevja zajeti ali uničiti. Bizantinci so zatem porazili tudi arabsko vojsko, ki je skozi Malo Azijo prihajala na pomoč oblegovalcem, oblegancem pa so prišli na pomoč Bolgari, ki so imeli veliko žrtev. Obleganje je dokončno spodletelo in novi kalif Omar II.  (vladal 717-720) je ukazal Maslami, naj se umakne. 15. avgusta 718 so se Arabci po trinajst mesecev trajajočem obleganju umaknili.
Maslamo so v kasnejši arabskih književnosti kljub temu častili kot junaka. Večina zgodb o njem je delno izmišljenih, saj poskušajo njegov poraz  prikazati kot  nekakšno zmago: Maslama naj bi se umaknil šele potem, ko je na konju v spremstvu tridesetih jezdecev simbolično vstopil v mesto. Leon ga je sprejel s častmi, ga peljal v Hagijo Sofijo in se mu tam priklonil.  Zgodbe o obleganju so vplivale tudi na podobne prizore v arabski epski književnosti, v katerih ga povezujejo z drugim legendarnim arabskim herojem vojn proti Bizancu Abdalahom al-Batalom.  Bizantinski zapisi v De administrando imperio iz 10. stoletja pravijo, da je Maslama med obleganjem prepričal Bizantince, naj v bližini mestnega pretorija zgradijo prvo mošejo. Gradnjo arabske mošeje Maslami pripisuje tudi kasnejše osmansko izročilo. Mošeja naj bi ne stala v Konstantinoplu ampak v Galati, ki je bila izven konstantinopelskega obzidja. Datum gradnje okoli leta 686 je napačen, verjetno zaradi zamenjave Maslamovega obleganja  s prvim arabskim obleganjem Konstantinopla v 670. letih. V bližini pretorija je bila okoli leta 860 resnično zgrajena mošeja, verjetno kot posledica obiska arabske delegacije tistega leta.

## Guvernerstvo Iraka in Kavkaza
Po neuspehu v  Konstantinoplu je bil Maslama premeščen v Irak, da bi zadušil upor haridžitov. Kalifa Omarja je po smrti leta 720 nasledil brat Jazid II., ki je Maslamo zadolžil za zadušitev upora Jazida ibn al-Muhalaba.  Maslama je avgusta 720 al-Muhalaba  premagal in ubil,  a je kljub temu padel v nemilost kalifa, ki se je bal za svojo oblast, ker je imel Maslama kot guverner obeh Irakov zelo veliko moč in se je vmešal v tekmo za nasledstvo,  v kateri je dajal prednost bratu Hišamu pred Jazidovim sinom Validom.  Jazid je kmalu zatem odpoklical Maslama z njegovega položaja, dozdevno zato, ker denarja od davkov ni pošiljal v Damask, in ga zamenjal s svojim ljubljencem Omarjem ibn Hubajro.
Maslama je zatem izginil iz zgodovinskih virov in se ponovno pojavil leta 725, kmalu po Jazidovi smrti in Hišamovem prihodu na položaj kalifa. Hišam ga je poslal na kavkaško fronto proti Hazarom, kjer je zamenjal al-Džaraha ibn Abdalaha al-Hakamija. Na začetku je bil bolj aktiven na bizantinski fronti, vodenje vojne s Hazari pa je bilo prepuščeno al-Haritu ibn Amr al-Taju. Pozimi 725 je vodil pohod iz Melitene v Malo Azijo, ki je dosegel višek z oplenjenjem  Cezareje  13. januarja 726. Njegov pohod in Abdalah al-Batalova osvojitev Gangre sta bila  dva od največjih uspehov Arabcev proti Bizantincev v 720. letih. Nekaj mesecev kasneje je vodil nepomemben poletni pohod proti Bizantinskemu cesarstvu. Leta 727–728 je bila njegova pozornost usmerjena predvsem proti Hazarom,  ki so prodrli globoko v Azerbajdžan. Maslama jih je pregnal iz Azerbajdžana in prevzel nadzor nad prelazom Darial. Njegov pohod preko Kavkaza je bil naporen, krvav, izid pa neodločen. Njegova vojska se je nepretrgoma bojevala trideset do štirideset dni v izredno slabem vremenu, končna zmaga nad samim hazarskim kaganom pa  v resnici ni dala nobenega rezultata je bila zelo blizu poraza. Zmaga ni veliko pripomogla k ustavitvi napadov Hazarov na ozemlja južno od Kavkaza, saj so se že naslednje leto  nadaljevali. Maslamo so tega leta odstavili in ga zamenjali z al-Džarahom. Bizantinski letopisec Teofan Spovednik omenja, da je konec leta 730 oplenil Harsianon, arabski viri pa to dejanje pripisujejo Muaviju ibn Hišamu.
Stanje na Kavkazu se je po Maslamovem odhodu hitro poslabšalo. Al-Džarahu so med njegovim pohodom severno od Kavkaza Hazari prišli za hrbet in napadli njegovo glavno oporišče Ardabil. Al-Džarah se je hitro vrnil, da bi rešil mesto, vendar je bil poražen in ubit. Njegova vojska je bila v bitki pred mestom 9. decembra 730 popolnoma uničena. Kalif, soočen z nastalo krizo, je za novega guvernerja Armenije in Azerbajdžana imenoval Maslamo. Veteranskemu generalu Saidu ibn Amr al-Harašiju je medtem  uspelo vzpostaviti ravnotežje in poraziti hazarsko armado. Maslama, domnevno ljubosumen na al-Harašijeve uspehe, ga je aretiral, vendar ja je moral na Hišamov ukaz osvoboditi.  Leta 730 in 731 je Maslama z veliko vojsko očistil ozemlje južno od Kavkaza od Hazarov, prečil Kavkaz,  oplenil nekaj naselij in v odprti bitki porazil hazarskega kagana. Osvobodil je tudi strateško pomembno trdnjavo Bab al-Abvab, ki so je Hazari zasedli z zastrupitvijo vira pitne vode, in jo reorganiziral v vojaško kolonijo (misr) s 24.000 vojaki. Njegovi dosežki za kalifa očitno niso bili dovolj veliki, saj ga je 3. marca 732 zamenjal z Marvanom ibn Mohamedom.
Maslama se je po odpoklicu umaknil iz javnega življenja, morda na svoja obsežna posestva v severni Siriji. Umrl je 24. decembra 738.